# Juchowo (jezioro)
Juchowo – jezioro w woj. zachodniopomorskim, w powiecie szczecineckim, w gminie Borne Sulinowo, leżące na terenie Pojezierza Drawskiego.

## Dane morfometryczne
Powierzchnia zwierciadła wody według różnych źródeł wynosi od 27,5 ha do 32,0 ha.
Zwierciadło wody położone jest na wysokości 143,2 m n.p.m. Średnia głębokość jeziora wynosi 2,5 m, natomiast głębokość maksymalna 4,5 m.